# Александровка (Аксайский район)
Алекса́ндровка — хутор в Аксайском районе Ростовской области.
Входит в состав Мишкинского сельского поселения.

## География
Расположен в 15 км (по дорогам) северо-восточнее районного центра — города Аксай. Хутор находится на правобережье реки Аксай.

### Улицы
| - ул. 1 Мая, - ул. Азовская, - ул. Аксайская, - ул. Братская, - ул. Восточная, - ул. Гагарина, - ул. Горная, - ул. Донская, | - ул. Западная, - ул. Колхозная, - ул. Коммунистическая, - ул. Молодёжная, - ул. Рабочая, - ул. Степная, - ул. Студенческая. |

## История
Хутор Александровка основан в 1864 году, когда началось регулярное сообщение по железной дороге «Александровка—Грушевская—Новочеркасск», протяженностью 66 вёрст.
В конце ноября 1941 года через Аксайский район проходила линия фронта. Немецкие войска вышли уже к берегам Дона, но к берегу реки Аксай их не допустили. У хутора Александровка геройски сражалось подразделение красноармейцев.
У самой окраины хутора Александровка имеется памятник: по одну сторону железнодорожного полотна в два ряда тянутся противотанковые надолбы, а другая — нагорная, до сих пор хранит шрамы военных лет. Отчетливо видны многочисленные окопы, противотанковый ров, открытые площадки для артиллерийских орудий и минометов.
По состоянию на 1 января 2016 года численность населения хутора Александровка насчитывает 1413 человек, из них 770 мужчин и 643 женщины. Расстояние до административного центра поселения составляет 6 километров. Степень газификации составляет 75%. На территории хутора есть 1 фельдшерско-акушерский пункт. Работает 1 дошкольное образовательное учреждение, которое посещает 84 ребенка. Функционирует 1 дом культуры, 1 библиотека и 1 спортивный зал.

## Население
| 1989 | 2002  | 2010  |
| ---- | ----- | ----- |
| 1214 | ↗1355 | ↘1349 |

## Транспорт
В хуторе находится станция Александровка Северо-Кавказской железной дороги.
Автобусное сообщение представлено двумя маршрутами:
- Автобус № 512 «Новочеркасск — Ростов-на-Дону».
- Автобус № 515 «Новочеркасск — Аксай».

Железнодорожное сообщение представлено 12 маршрутами по направлениям:
- Ростов-Главный-Лихая
- Ростов-Главный-Глубокая
- Ростов-Главный-Усть-Донецкая

## Достопримечательности
Вблизи хутора Александровка расположен памятник истории и археологические памятники. У объектов местная категория охраны. Охранный статус объектам присвоен согласно Решению Малого Совета облсовета от 18 ноября 1992 года.
- Памятное место, где шли бои с фашистскими захватчиками – памятник истории на юго-западной окраине хутора Александровка[4].
- Поселение Вишневое – памятник археологии, который расположен на 4,5 километров северо-западнее хутора Александровка[5].
- Курганный могильник «Камышевский-1» - памятник археологии, расположен на 4,5 километров северо-западнее хутора Александровка[6].
- Поселение «Александровка» - памятник археологии, датируется I-III веком нашей эры. Территория поселения расположена на 0,8 километров юго-западнее хутора Александровка[7].
- Курганный могильник «Аглицкий-4» - памятник археологии, который расположен на 1,2 километров юго-западнее территории хутора Александровка[8].
- Курганный могильник «Аглицкий-3» - памятник археологии, территория которого начинается на 0, 5 километров западнее хутора Александровка[9].
- Курганный могильник «Куций-1» - археологический памятник, который находится на 2,5 километров северо-западнее хутора Александровка[10].